# Antefungivora ventralis

Antefungivora ventralis  (лат.) — ископаемый вид двукрылых насекомых рода Antefungivora из семейства Pleciomimidae. Обнаружен в юрских отложениях Казахстана (Karatau-Galkino, Чимкент, около 160 млн лет).
Размер крыла — 3,25 × 1,75 мм.
Вид Archilycoria ventralis был впервые описан в 1946 году советским профессором Борисом Борисовичем Родендорфом (1904—1977, ПИН АН СССР, Москва) вместе с таксонами Eoboletina gracilis, Eohesperinus martynovi, Eopachyneura trisectoralis, Fungivorites indistinctus, Protoscatopse jurassica, Transversiplecia transversinervis и другими новыми ископаемыми видами. Таксон Antefungivora magna был первоначально включён в состав рода Archilycoria Rohdendorf 1946, а затем — в Antefungivora Rohdendorf, 1938. Сестринские таксоны: A. brachyptera, A. elongata, A. haifanggouensis, A. germanica, A. mictis, A. prima, A. magna, A. zherichini.